# 下花桥镇
下花桥镇，是中华人民共和国湖南省邵陽市邵阳县下辖的一个乡镇级行政单位。

## 行政区划
下花桥镇下辖以下地区：
下花桥社区、储英村、黄土坝村、徐家村、石联村、岩头村、杉榔村、花庙村、巩桥村、新亭村、五里村、大观村、高龙村、双联村、和平村、文冲村、罗家村、苏铺村、两路村、岩门村、三合村、田中村、三禾村、双江村、王家排村、堡口村、又新村、合兴村、正兴村、花桥村、新茶村、周家村和红星场村。